# Chinesische Zacken-Erdschildkröte
Die Chinesische Zacken-Erdschildkröte (Geoemyda spengleri) gehört zu den Zacken-Erdschildkröten (Geoemyda).

## Merkmale
Die Schildkröte wird 10 bis 14 cm lang und besitzt einen gezackten Carapax (Rückenpanzer), dieser ähnelt einem Laubblatt, dadurch ist sie in ihrer natürlichen Umgebung gut getarnt. Der Carapax ist gelb bis orange, während der Plastron (Bauchpanzer) dunkler ist. Die Haut der Tiere ist braun, die Weibchen besitzen gelbe Streifen in der Halsregion. Die Geoemyda spengleri ist die am häufigsten im Terrarium gehaltene Art der Gattung der Zacken-Erdschildkröten. Die Männchen erreichen ein Gewicht von ca. 110 Gramm, die Weibchen bis zu 280 Gramm.

## Lebensraum

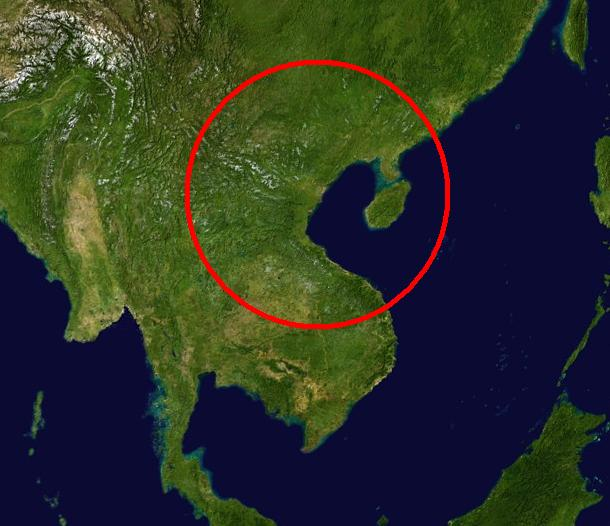
Verbreitung der Chinesischen Zacken-Erdschildkröte im Groben

Das natürliche Vorkommen der Chinesischen Zacken-Erdschildkröte erstreckt sich von den chinesischen Provinzen Hunan, Guangdong, Guangxi und Hainan bis nach Vietnam und Laos. Sie besiedelt feuchte Waldregionen.

## Verhalten
Die Chinesische Zacken-Erdschildkröte ist tagaktiv. Häufig vergräbt sie sich im Boden. Dort findet sie oftmals Nahrung (Würmer, Insekten). Zackenerdschildkröten sind bei weitem nicht so aktiv wie andere Sumpfschildkröten, sie neigen beinahe zu einem apathischen Verhalten und sitzen oft stundenlang bewegungslos an einer Stelle und lauern auf Beute.

## Ernährung und Jagdverhalten
Die Chinesische Zacken-Erdschildkröte ist fleischfressend, nimmt selten aber auch pflanzliche Nahrung zu sich. Zum Nahrungsspektrum gehören Schnecken, Grillen, Würmer, Asseln, Baby-Mäuse, Käfer und deren Larven, Spinnen, Aas und Fallobst.
Die Wasseraufnahme erfolgt in Pfützen, in denen die Zacken-Erdschildkröte auch ihre Exkremente ausscheidet.
Besonders ausgeprägt ist der Sehsinn der Chinesischen Zacken-Erdschildkröte. Diese Schildkröte ist in der Lage, beide Augen unabhängig voneinander zu bewegen. Auch die Akkommodation beider Augen kann unabhängig voneinander erfolgen. Die Dichte der Nervenzellen der Netzhaut ist bei dieser Schildkröte sehr breit verteilt, somit kann ein sehr großes Sichtfeld wahrgenommen werden. Die Augen der Chinesischen Zacken-Erdschildkröte können besonders stark akkommodieren, so dass auch Beutetiere sehr scharf wahrgenommen werden können, die sich direkt vor dem Gesichtsfeld befinden. Die Akkommodation geschieht in enormer Geschwindigkeit.
Die Brechkraft der Augen steigt von oben nach unten stark an. Somit ist die Schildkröte in der Lage, gleichzeitig weit entfernte Objekte (mit dem oberen Teil des Auges) und sehr nahe Objekte (mit dem unteren Teil des Auges) zu fokussieren.
Diese außergewöhnlichen Eigenschaften der Augen helfen der Chinesischen Zackenerdschildkröte bei der Jagd.
Oftmals begibt sich diese Schildkröte auf höher gelegene Punkte der Umgebung, um dort nach Beutetieren Ausschau zu halten.
Auch der Geruchssinn der Chinesischen Zacken-Erdschildkröte ist gut ausgeprägt, dies trägt zur erfolgreichen Jagd bei.

## Fortpflanzung
Nach der Winterruhe kommt es zur Paarung. Die Männchen balzen die Weibchen mit ausgestrecktem Hals an. Ist das Weibchen paarungsbereit, nickt es mit dem Kopf. Das Männchen erwidert diese Bewegung. Das Männchen klettert auf den Rücken des Weibchens und krallt sich dabei an den Beinen des Weibchens fest. Dabei kommt es zur Kopulation.
Im Frühjahr kommt es zum ersten Gelege, im Abstand von jeweils einem Monat kommt es meist zu zwei weiteren Gelegen. Ein Gelege besteht meist zwischen einem und drei Eiern.
Oft betreiben die Weibchen Brutpflege und verharren auf den im Boden eingelassenen Eiern.
Nach 2 bis 3 Monaten (wahrscheinlich abhängig von der Temperatur) schlüpfen die Jungen.

## Gefährdung
Die Art wird in vielen Ländern als Terrarienbewohner gehalten. Ihr Verbreitungsgebiet ist aber relativ klein und ihr Vorkommen selten. Daher wird die Chinesische Zacken-Erdschildkröte von der IUCN als stark gefährdet (endangered) eingestuft.

## Taxonomie
Die Chinesische Zacken-Erdschildkröte wurde im Jahr 1789 von Johann Friedrich Gmelin als Testudo spengleri beschrieben. Der Artname ehrt den Naturforscher Lorenz Spengler (1720–1807), Direktor der königlichen Kunstkammer in Kopenhagen. Die Gattung Geoemyda wurde von Gray 1834 aufgestellt, die Chinesische Zacken-Erdschildkröte ist die Typusart. Die Gattung enthält derzeit nur die in Japan beheimatete Geoemyda japonica als weitere Art. Diese wurde ursprünglich im Jahre 1931 von Fan als Unterart der Chinesischen Zacken-Erdschildkröte beschrieben.